# Зубарь, Виталий Михайлович
Вита́лий Миха́йлович Зу́барь (род. 5 февраля 1950, Харьков — ум. 20 марта 2009, Киев) — советский и украинский археолог, историк-антиковед, доктор исторических наук, профессор Национального университета «Киево-Могилянская академия», ведущий научный сотрудник отдела античной археологии Института археологии НАН Украины, ответственный секретарь журнала «Археологія», член специализированного совета по защите докторских диссертаций Института археологии НАН Украины, эксперт Высшей аттестационной комиссии, широко известный исследователь Херсонеса Таврического.

## Биография
Виталий Михайлович Зубарь родился 5 февраля 1950 года в Харькове в интеллигентной семье педагогов. Отец, Михаил Иванович Зубарь, долгие годы преподавал на должности доцента в Харьковском институте культуры. Археологией Виталий Михайлович заинтересовался ещё в школьные годы, во время каникул принимал активное участие в раскопках Боспорской экспедиции В. Ф. Гайдукевича, а в период студенческих каникул — Херсонеса. В 1972 году с отличием закончил исторический факультет Харьковского государственного университета. Дипломную работу писал у доцента В. И. Кадеева о херсонесском некрополе первых веков н. э. После окончания университета работал заведующим отдела археологии Харьковского исторического музея.
С 1973 по 1976 год аспирант Института археологии АН УССР, где его научным руководителем стал профессор А. И. Тереножкин. С 1976 года работал в отделе античной археологии Института археологии АН УССР в должности младшего научного сотрудника, с 1983 года — старшего научного сотрудника, а с 1993 до 2009 год — ведущего научного сотрудника. В 1978 году защитил кандидатскую диссертацию на тему «Некрополь Херсонеса Таврического I—IV вв. н. э.», а в 1991 году — диссертацию на соискание учёной степени доктора исторических наук на тему «Херсонес Таврический и Римская империя, середина I в. до н. э. — вторая половина V в.». По материалам кандидатской диссертации Виталием Михайловичем была написана монография, которая до сих пор не утратила своей актуальности и является первой попыткой представить пространственную организацию некрополя Херсонеса Таврического первых веков н. э. В 1990 году ему присвоено очередное учёное звание старшего научного сотрудника Института археологии АН УССР. В 1976—1980 годах В. М. Зубарь принимал участие в работе новостроечных археологических экспедиций Института археологии АН УССР на юге Украины, а в 1975, 1980—1989, 1999 годах руководил раскопками некрополя Херсонеса Таврического первых веков н. э. и разведками в Юго-Западном Крыму. Позднее в составе объединённой экспедиции несколько лет принимал участие в раскопках римской цитадели Херсонеса. С 1988 года В. М. Зубарь являлся ответственным секретарём журнала «Археологія», который издаёт Институт археологии НАН Украины. С 1998 года, помимо научной работы, В. М. Зубарь по совместительству занимался преподавательской деятельностью. Работал на должности профессора магистерской программы «Археология и древняя история Украины» в Университете «Киево-Могилянская академия», где читал несколько учебных курсов, посвящённых античной истории по археологии Северного Причерноморья и методике научной работы. 20 марта 2009 года Виталий Михайлович Зубарь скончался из-за болезни сердца в возрасте 59 лет в городе Киеве.

### Научная и педагогическая деятельность
После окончания Харьковского университета В. М. Зубарь работал заведующим отдела археологии Харьковского исторического музея, но уже в 1973 году поступил в аспирантуру отдела античной археологии Института археологии АН УССР в г. Киеве, где его научным руководителем становится профессор А. И. Тереножкин. В 1975 году появляется его первая научная публикация «Некрополь у Загородного храма в Херсонесе», написанная в соавторстве с профессором Харьковского университета В. Ф. Мещеряковым. С 1976 г. Виталий Михайлович работает в отделе античной археологии Института археологии АН УССР на должности младшего научного сотрудника. В 1978 г. блестяще защищает кандидатскую диссертацию на тему «Некрополь Херсонес Херсонеса Таврического I—IV вв. н. э.». Позднее по материалам диссертации им была написана монография, которая остаётся до сих пор актуальной и ценна тем, что является первой попыткой представить пространственную организацию некрополя Херсонеса Таврического первых веков н. э. В 1976—1980 годах В. М. Зубарь принимал активное участие в работе новостроечных археологических экспедиций Института археологии АН УССР на юге Украины, а в 1975, 1980—1989, 1999 годах руководил раскопками некрополя Херсонеса Таврического первых веков н. э. и разведками в Юго-Западном Крыму. Позднее в составе объединённой экспедиции несколько лет принимал участие в раскопках римской цитадели Херсонеса. С 1983 г. Виталий Михайлович — старший научный сотрудник Института археологии АН УССР. Докторская диссертация на тему «Херсонес и Римская империя» была защищена В. М. Зубарем в совете Института археологии в 1991 г. невзирая на отрицательное выступление В. И. Кадеева, его бывшего научного руководителя и члена совета при защите. Диссертация охватывала все возможные источники и охватывала целиком развитие Херсонеса Таврического от момента создания и до поздней античности. Об проделанной работе может свидетельствовать монография В. М. Зубаря «Херсонес Таврический в античную эпоху», вышедшая в 1993 г. в Киеве. Она охватила часть докторской диссертации и касалась изучения аграрных отношений, обмена и торговли, форм эксплуатации и социальной структуры, а также основных тенденций и особенностей социально-экономического развития античного центра с конца V в. до н. э. — до V в. н. э. С 1988 г. Виталий Михайлович являлся ответственным секретарём журнала «Археологія», который и по сей день издаёт Институт археологии НАН Украины. Свою преподавательскую деятельность В. М. Зубарь начал в 1998 г. Киевском национальном университете культуры, а через два года он занял должность профессора магистерской программы «Археология и древняя история Украины» в Национальном университете «Киево-Могилянская академия», где читал несколько учебных курсов, посвящённых античной истории и археологии Северного Причерноморья и методике научной работы.

## Научный вклад
Научные интересы В. М. Зубаря были сосредоточены в области изучения истории и культуры античных государств Северного Причерноморья. Особое внимание В. М. Зубарь уделял разработке вопросов социально-экономического развития Херсонеса, этнического состава населения этого города, отношениям с Римской империей, вопросов, связанных с римским военным присутствием в Таврике, а также проблемами религиозного синкретизма, проникновения и распространения христианства на рубеже античности и средневековья. По этим вопросам им были изданы серии монографических исследований и статей. В. М. Зубарь — автор и редактор двух первых томов академического четырёхтомного издания, посвящённых истории и культуре Херсонеса Таврического (Харьков, 2004; Киев, 2005 гг.), а также соавтор курса лекций "Археологія України (Киев, 2005 г.) и монографий по истории и социально-экономической истории Боспорского царства и античных центров Северо-Западного Причерноморья. Автор и соавтор 35 научных и научно-популярных монографий, а также более 350 статей, разделов в коллективных трудах и публикациях.

## Основные работы
- Некрополь Херсонеса Таврического I—IV вв. н. э. — К.: Наукова думка, 1982. — 144 с.
- Херсонес Таврический и проникновение христианства на Русь. — К.: Наукова думка, 1988. — 208 с. (соавт. Ю. В. Павленко).
- Проникновение и утверждение христианства в Херсонесе Таврическом // Византийская Таврика. — К., 1991. — С. 8-29.
- Херсонес Таврический в античную эпоху (экономика и социальные отношения). — К.: Наукова думка, 1993. — 140 с.
- Херсонес Таврический и Римская империя. Очерки военно-политической истории. — К.: Институт археологии НАН Украины, 1994. — 180 с.
- Северный Понт и Римская империя (середина I в. до н. э. — первая половина IV вв. н. э.). — К.: Институт археологии НАН Украины, 1998. — 200 с.
- Херсонес Таврійський наприкінцi V — першій половинi I ст. до н.е. // Давня iсторія України. — К.: Інститут археології НАН України, 1998, — Т. 2. — С. 284—300.
- Херсонес Таврійський в другій половинi I ст. до н.е. — третій чвертi III ст. // Давня iсторія України. — К.: Інститут археології НАН України, 1998, — Т. 2. — С. 381—394.
- Херсонес Таврійський в кінцi III — першій половинi VI ст. // Давня iсторія України. — К.: Інститут археології НАН України, 1998, — Т. 2. — С. 460—465.
- Боспорське царство в другій половинi I ст. до н.е. — третій чветрi III ст. // Давня iсторія України. — К.: Інститут археології НАН України, 1998, — Т. 2. — С. 367—381.
- Боспорське царство в кінцi III — на початку VI ст. // Давня iсторія України. — К.: Інститут археології НАН України, 1998, — Т. 2. — С. 456—460.
- «Скіфськi війни» та античнi держави Північного Причорномор’я // Давня iсторія України. — К.: Інститут археології НАН України, 1998, — Т. 2. — С. 452—456.
- Пізнi скіфи в Криму // Давня iсторія України. — К.: Інститут археології НАН України, 1998, — Т. 2. — С. 180—192. (співавт. Є.О. Пуздровський).
- От язычества к христианству. Начальный этап проникновения и утверждения христианства на юге Украины (вторая половина III — первая половина VI в.). — К.: Институт археологии НАН Украины, — 2000. — 180 с. (соавт. А. И. Хворостяный).
- Херсонес Таврический в середине I в. до н.э. VI вв. н.э.: Очерки истории и культуры / отв. ред. В. М. Зубарь. — Х.: Майдан, 2004. — 734 с.
- Боги и герои античного Херсонеса. — К.: Стилос, 2005. — 187 с.
- Боспор Киммерийский в античную эпоху. Очерки социально-экономической истории // Боспорские исследования. — Симферополь-Керчь, 2006. — Вып. 12. — С. 295—360.
- Хора Херсонеса Таврического на Гераклейском полуострове: история расскопок и некоторые итоги изучения. — К.: Стилос, 2007. — 318 с.
- Летопись археологических исследований Херсонеса-Херсона и его округи (1994—2005 гг.) // Материалы по археологии, истории и этнографии Таврии. — Supplementum 6. — Симферополь, 2009. — 492 с.